# Taucheruhr

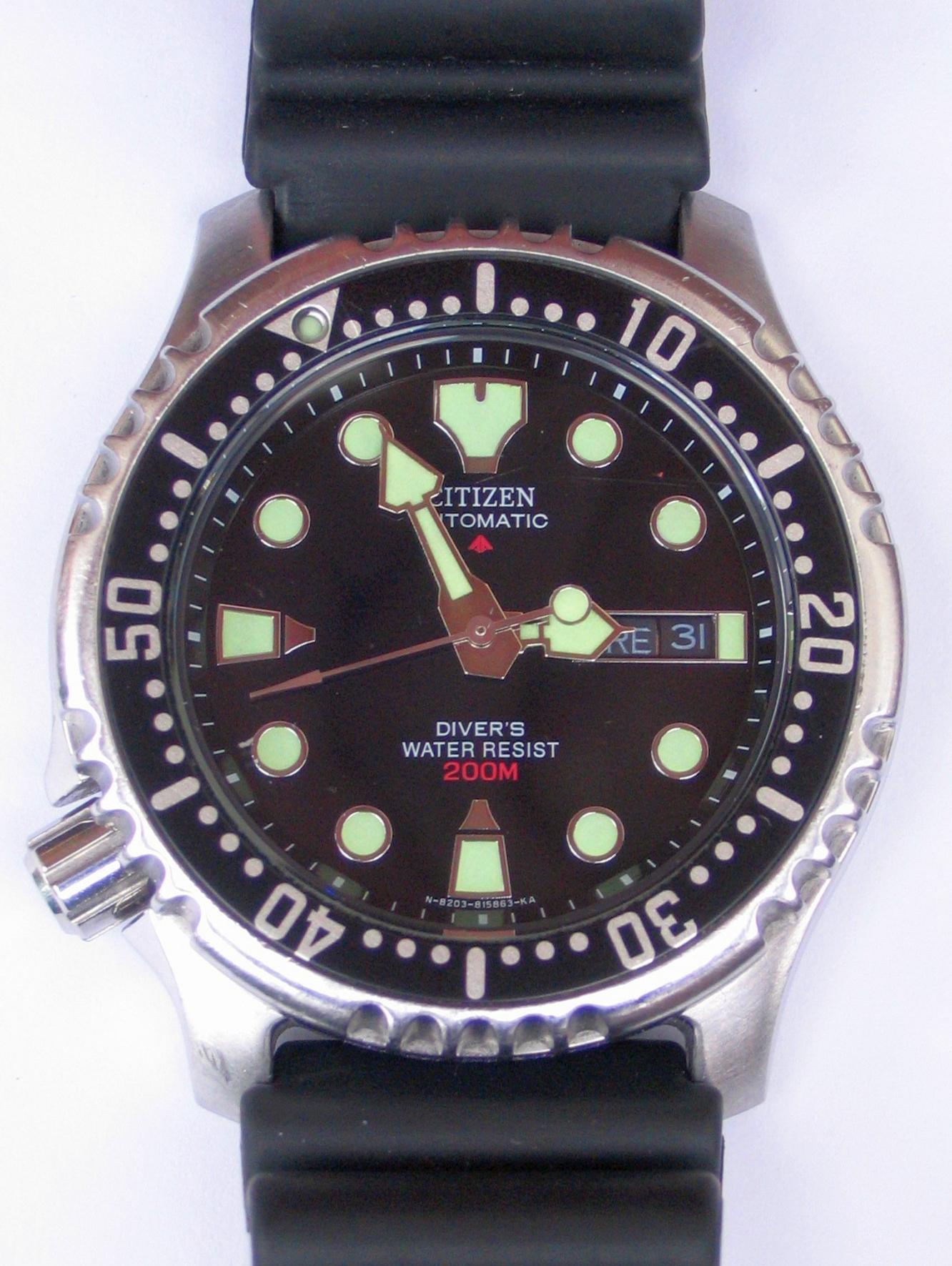
Klassische Taucheruhr mit automatischem Aufzug. Charakteristisch sind die mit Leuchtmasse versehenen, großen Stundenindizes, die verstellbare Lünette und das robuste, breite Kunststoff- bzw. Kautschuk-Armband.

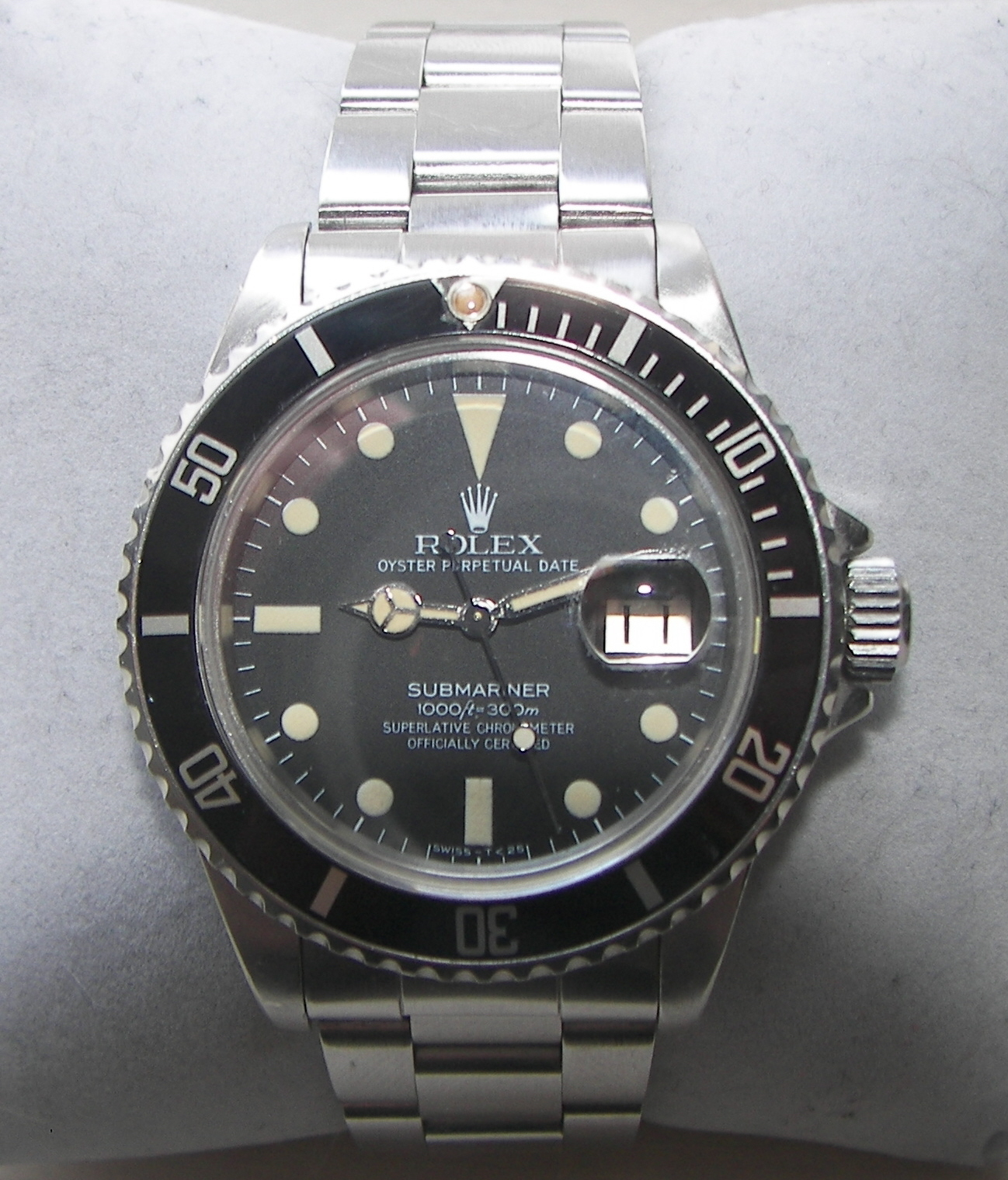
Die Rolex Submariner war 1953 eine der ersten Taucheruhren. Sie wird bis heute produziert, mit einer Wasserdichtheit bis 300 Meter.

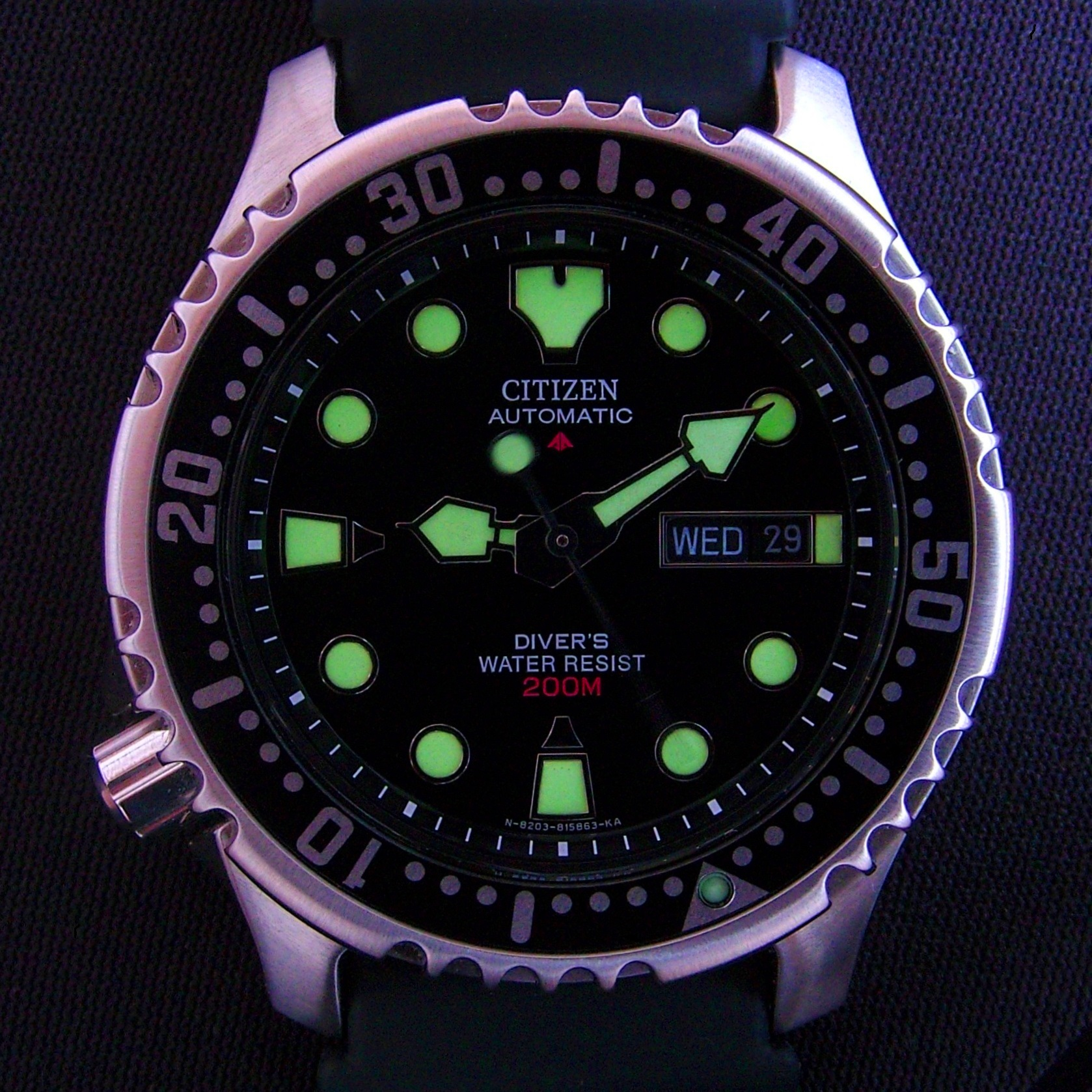
Ein wichtiges Design-Merkmal ist gute Ablesbarkeit im Dunkeln, bei Zeigeruhren durch Leuchtziffern oder ein leuchtendes Zifferblatt.

Die Taucheruhr ist eine wasserdichte und druckfeste Armbanduhr (wasserdicht bis mindestens 20 bar, entsprechend 190 m Wassertiefe). Sie dient primär zur Messung der Tauchzeit, insbesondere auch der Grundzeit und der Dekostopps. Da Stoppuhren komplexere, anfälligere Uhrwerke und potentiell undichte Drücker verwenden, sind klassische Taucheruhrwerke mit einer drehbaren Lünette ausgestattet. Mit diesem Drehring kann man den Beginn der zu messenden Zeitspanne markieren. Dazu wird die mit Leuchtfarbe markierte 12-Uhr-Position der Lünette auf die aktuelle Position des Minutenzeigers gedreht. Die verstrichene Tauchzeit kann z. B. nun direkt auf der Lünette in Minuten abgelesen werden. Aus Sicherheitsgründen ist die Lünette gegen unbeabsichtigtes Verstellen gesichert. Manche sind durch einen Verriegelungsmechanismus geschützt, andere können nur gegen den Uhrzeigersinn gedreht werden. Sollte sie sich während des Tauchgangs ungewollt verstellen, liegt die markierte Startzeit so stets vor der tatsächlichen. Somit ist es unwahrscheinlich, dass die vergangene Tauchzeit unterschätzt wird, sodass der Taucher in jedem Fall rechtzeitig mit dem Auftauchvorgang beginnt, um die Nullzeit oder die erforderlichen Dekompressionszeiten einhalten zu können.
In Zeiten der Tauchcomputer ist die klassische Taucheruhr heute eher modisches Accessoire und Luxusobjekt und wird zum Tauchen als Primäranzeige grundsätzlich nicht mehr benötigt. Sie wird selten von Tauchern als Backup-Instrument zusätzlich zum Tauchcomputer getragen.

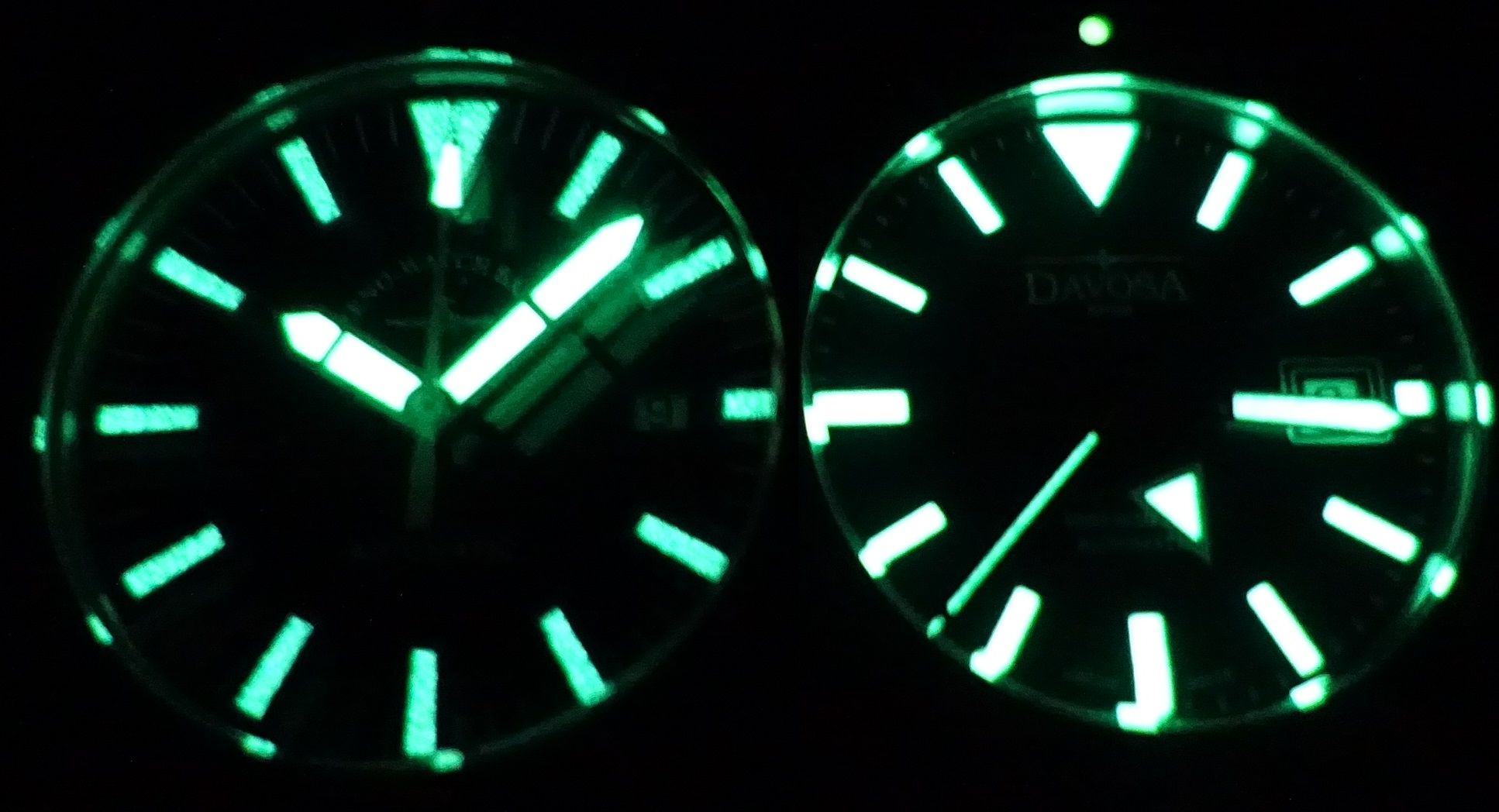
Nachsichtbarkeit bei völliger Dunkelheit bei verschiedenen Modellen

## DIN-Vorschriften
In Deutschland dürfen nur Uhren mit der Auszeichnung Taucheruhr oder Diver’s (Watch) verkauft werden, die die Kriterien der DIN 8306 erfüllen, beispielsweise:
1. Geprüfte Wasserdichtigkeit bis 20 bar, entsprechend 190 Meter Tauchtiefe
2. Klare Ablesbarkeit aus 25 cm Entfernung von Uhrzeit, gewählter Tauchzeit, Funktionieren der Uhr – auch bei Dunkelheit
3. Möglichkeit zur Vorwahl einer Zeitspanne (Timer oder Lünette)

## Verwendung
Die Taucheruhr wurde hauptsächlich dafür verwendet, die Dekompressionszeiten (auch Deko-Zeiten genannt) einhalten zu können bzw. eine Überschreitung der Nullzeit zu vermeiden. Heute wird zu diesem Zweck meist ein Tauchcomputer verwendet, der die Werte der Dekompressionstabelle automatisch in das Verhältnis zu Tauchzeit und Tauchtiefe setzt. Auch dieser kann in eine Armbanduhr integriert sein.

## Anfänge
Ein Pionier bei der Entwicklung von Taucheruhren war der Schweizer Uhrenhersteller Rolex, dem als erstem Hersteller eine dauerhafte Wasserdichtheit bei Armbanduhren gelang. Die erste vermarktete wasserdichte Armbanduhr war das Modell Oyster von 1926. Die Submariner von 1953 gilt als Urbild moderner Taucheruhren mit äußerem Drehring und garantierte als erste Wasserdichtheit bis 100 Meter Tiefe. Das Modell wird bis heute produziert, die Wasserdichtheit wurde im Laufe der Jahrzehnte auf 300 Meter Tiefe gesteigert. Ebenfalls im Jahr 1953 brachte Blancpain die erste Taucheruhr mit einseitig drehbarer Lünette auf den Markt, die Fifty Fathoms.
Als Armband wurde bei den frühen Taucheruhrmodellen ein Stahlgliederarmband verwendet, da die sonst üblichen Lederarmbänder für den Einsatz im Wasser ungeeignet sind. Später gingen viele Hersteller dazu über, Bänder aus (Kunst-)Kautschuk oder Kunststoff zu verwenden. So bietet etwa Citizen mehrere seiner Taucheruhren wahlweise mit Stahl- oder Kautschukband an. Teils sind auf die Kautschukbänder noch kleine Auszüge bzw. Kurzvarianten der früher üblichen Dekompressions- bzw. Tauchtabellen aufgedruckt, was heute jedoch eher eine Reminiszenz an vergangene Zeiten darstellt.

## Verschiedene Varianten

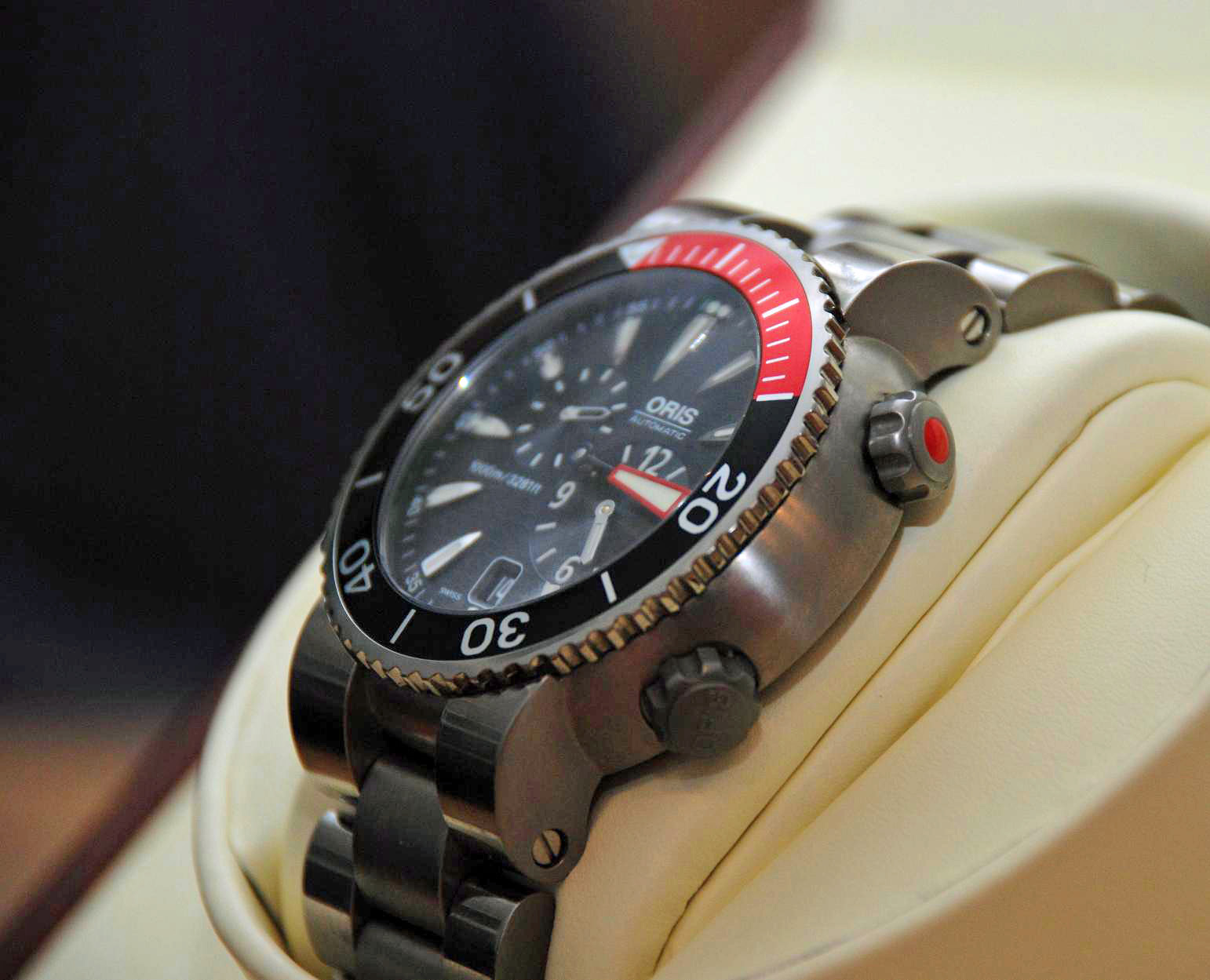
Oris Meistertaucher, Automatikwerk, wasserdicht bis 1.000 Meter Tiefe

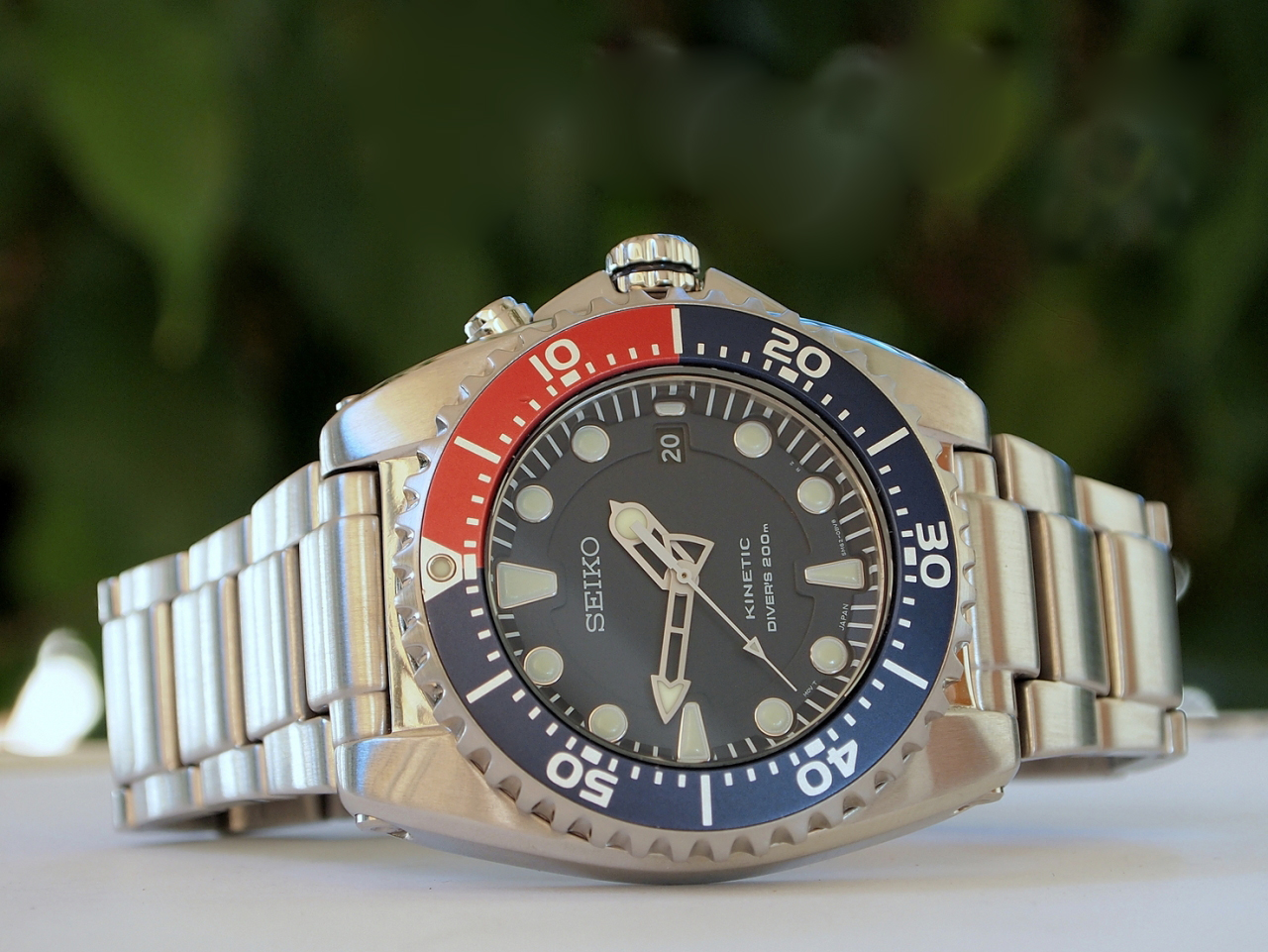
Taucheruhr von Seiko mit „Kinetic“-Uhrwerk, bei dem die Handbewegungen des Trägers die Energie für das Quarzuhrwerk liefern.

### Mechanische Taucheruhr
Die ersten Taucheruhren waren vor allem auf die erforderliche Wasserdichtigkeit hin konstruiert. Zudem waren Zeiger und Zifferblattgestaltung auf gute Ablesbarkeit bei schlechten Lichtverhältnissen ausgelegt. Ein drehbarer Ring (Lünette) außerhalb des Zifferblatts diente zur Markierung des Beginns des Tauchgangs. Nach Auslaufen des Patents von Blancpain aus den 1950er Jahren auf die nur in eine Richtung drehbare Lünette, die verhindert, dass ein unbeabsichtigtes Verstellen zu einer falsch zu kurz angezeigten Tauchzeit führt, wurde diese zum Standard. Diesen Uhrtyp gibt es bis heute, er wird von Tauchern häufig als zweite, unabhängige Zeitmessungsoption zum praktisch standardmäßig verwendeten Tauchcomputer getragen. Als zuverlässige Automatikuhrwerke verfügbar waren, wurden diese aus Sicherheitsgründen bei mechanischen Taucheruhren zum Quasi-Standard, anstelle der bis dahin verwendeten Uhrwerke mit Handaufzug. Höherpreisige Taucheruhren ohne Tiefenmesser haben heute fast immer ein Werk mit automatischem Aufzug.

### Quarz-Taucheruhr
Wegen der bekannten Vorteile der Quarzwerke wurden nach deren weiter Verbreitung auch Taucheruhren zunehmend damit ausgestattet. Aus Sicherheitsgründen wurde dabei teils eine Funktion integriert, dass bei niedrigem Batteriestand der Sekundenzeiger bei jedem Schritt drei Sekunden (statt normal einer) weiterspringt. Anders als bei vielen anderen Gebrauchsuhren wurden Quarzwerke bei Taucheruhren jedoch nicht zum dominierenden Standard.
Mit dem so genannten Autoquarz-Uhrwerk erfuhr die Quarz-Technologie bei Taucheruhren einen Technologieschub. Dabei wird die Antriebsenergie von einem mechanischen Aufzugsrotor erzeugt, der durch die Bewegungen des Handgelenks bewegt wird. Diese Drehbewegung treibt einen winzigen elektrischen Generator an, der einen Akkumulator oder Kondensator auflädt, woraus die Quarzuhr versorgt wird. Dadurch wurden die bei Quarz-Taucheruhren – wegen der Gefährdung der Wasserdichtheit – eher ungünstigen regelmäßigen Batteriewechsel unnötig. Eine aufgeladene Uhr läuft zudem mehrere Monate ohne Bewegung. Bekannte Hersteller sind Seiko mit der Kinetic-Technologie und das mechanisch aufwendigere Schweizer ETA Auto-Quartz. Citizen stattet Taucheruhren teils mit einer Eco-Drive genannten Energieversorgung über Solarzellen aus.

### Quarz-Taucheruhr mit analogem Zifferblatt und Tiefenmesser

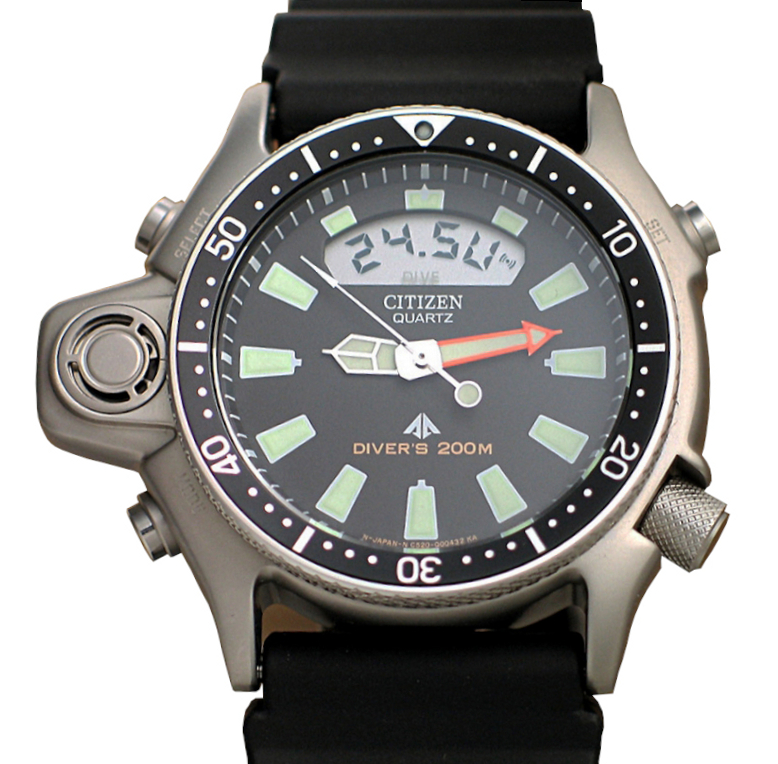
Quarz-Taucheruhr mit Tiefenmesser, dessen Messwerte über die kleine LCD-Anzeige ablesbar sind.

Etwa in den 1980er Jahren begannen vor allem japanische Hersteller, elektronische Tiefenmesser in Taucheruhren mit Quarzwerk zu integrieren. Citizen erreichte dabei mit seiner Aqualand-Serie eine de facto marktbeherrschende Stellung. Die Tiefenanzeige ist dabei meist mit einer relativ kleinen LCD-Digitalanzeige (Siebensegmentanzeige) realisiert, die zwischen der Achse der Zeiger und dem Rand des Zifferblatts angeordnet ist. Wegen der besseren Ablesbarkeit wurde alternativ dazu teils auch ein breiter, starkfarbig gestalteter Zeiger als analoge Anzeige verwendet, der dieselbe Drehachse hat wie der Stunden- und Minutenzeiger. Die Tiefenskala ist in diesem Fall inner- oder außerhalb der Stundenindices bzw. Ziffern angebracht.

### Digitale Quarz-Taucheruhr mit Tiefenmesser

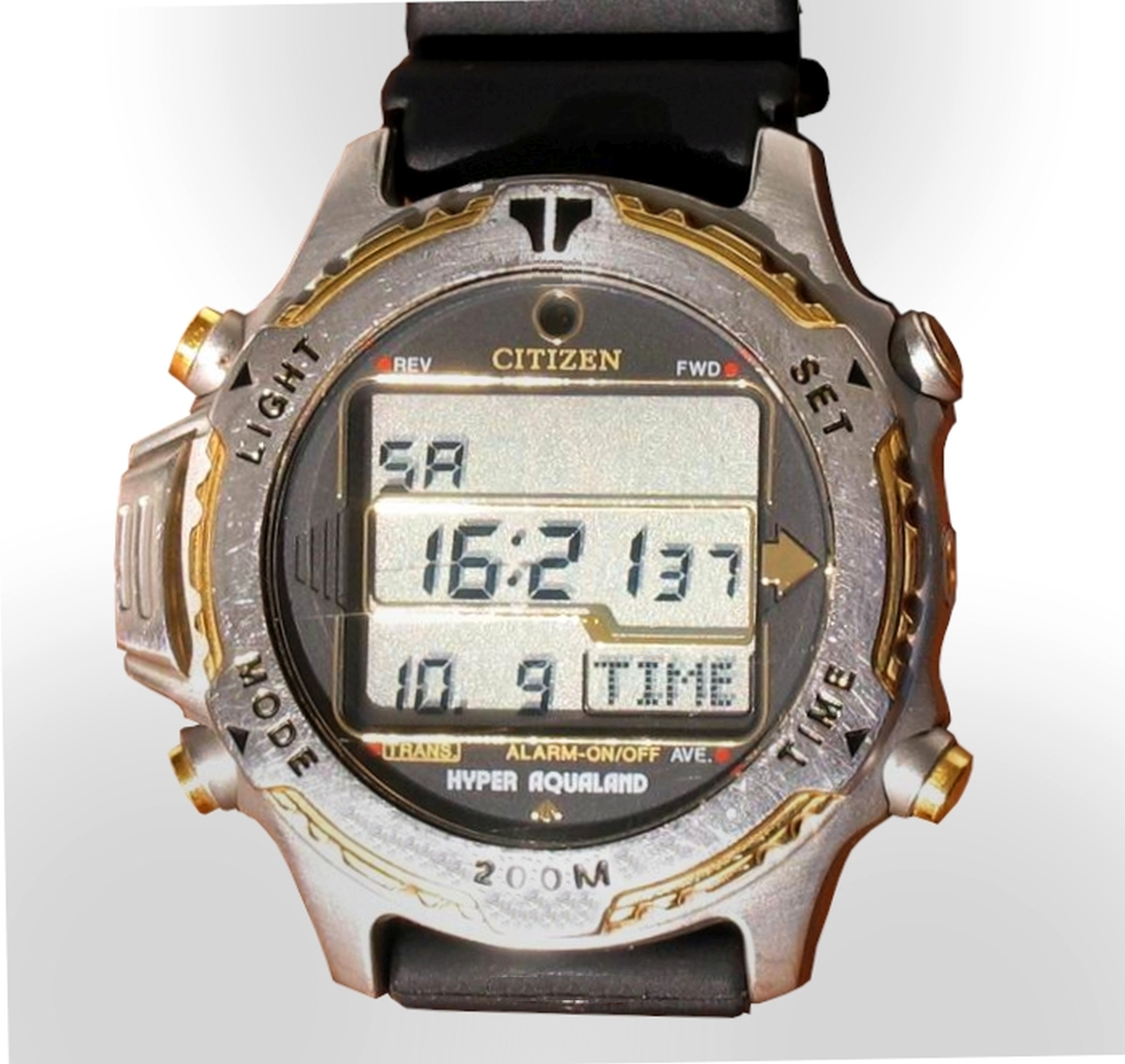
Digitale Citizen Hyper Aqualand ProMaster mit Quarzwerk, LCD-Anzeige, Tiefenmesser und PC-Schnittstelle

Bei Taucheruhren ist die gute Ablesbarkeit eines eingebauten Tiefenmessers prinzipiell ebenso wichtig wie die Zeitanzeige. Vor dem Aufkommen des Tauchcomputers als Standardausrüstung für Sporttaucher brachten einige Hersteller daher volldigitale Taucheruhren mit großflächigem LC-Display auf den Markt, so dass Zeit- und Tiefenanzeige umschaltbar oder parallel mit guter Ablesbarkeit möglich wurden. Solche Modelle boten teils auch eine Kopplungsmöglichkeit über eine kabelbasierte Schnittstelle an einen Personal Computer. Diese Modelle hatten jedoch keinen großen Erfolg.

## Ablösung durch Tauchcomputer
Im Tauchsport wird die klassische Funktionalität der Taucheruhr, auch der Tiefenmesser, aufgrund der Verdrängung durch den Tauchcomputer nur noch als Backup-Instrument oder von professionellen Tauchern benötigt.

## Weiterentwicklungen

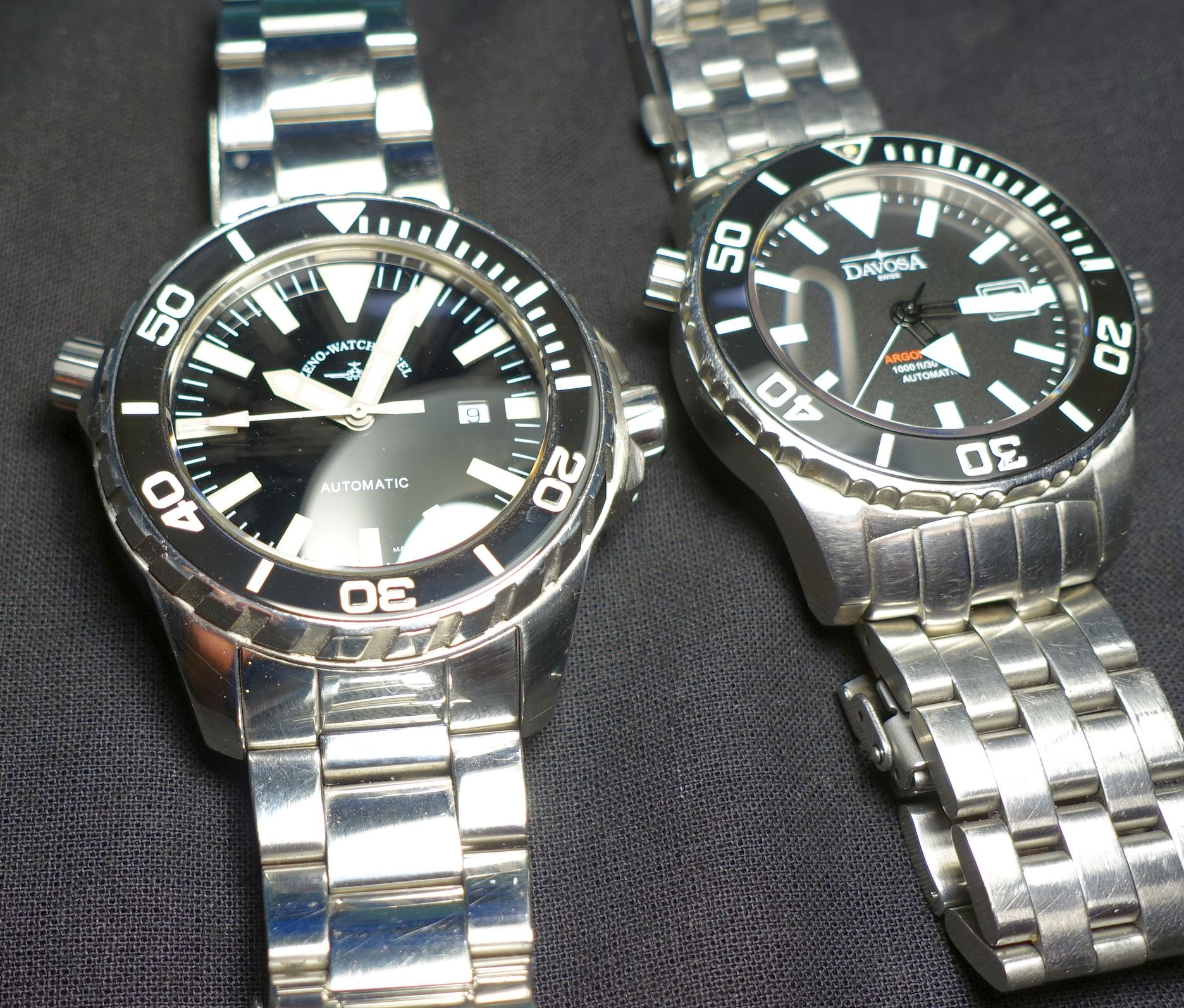
Modelle mit Heliumventil (links oben)

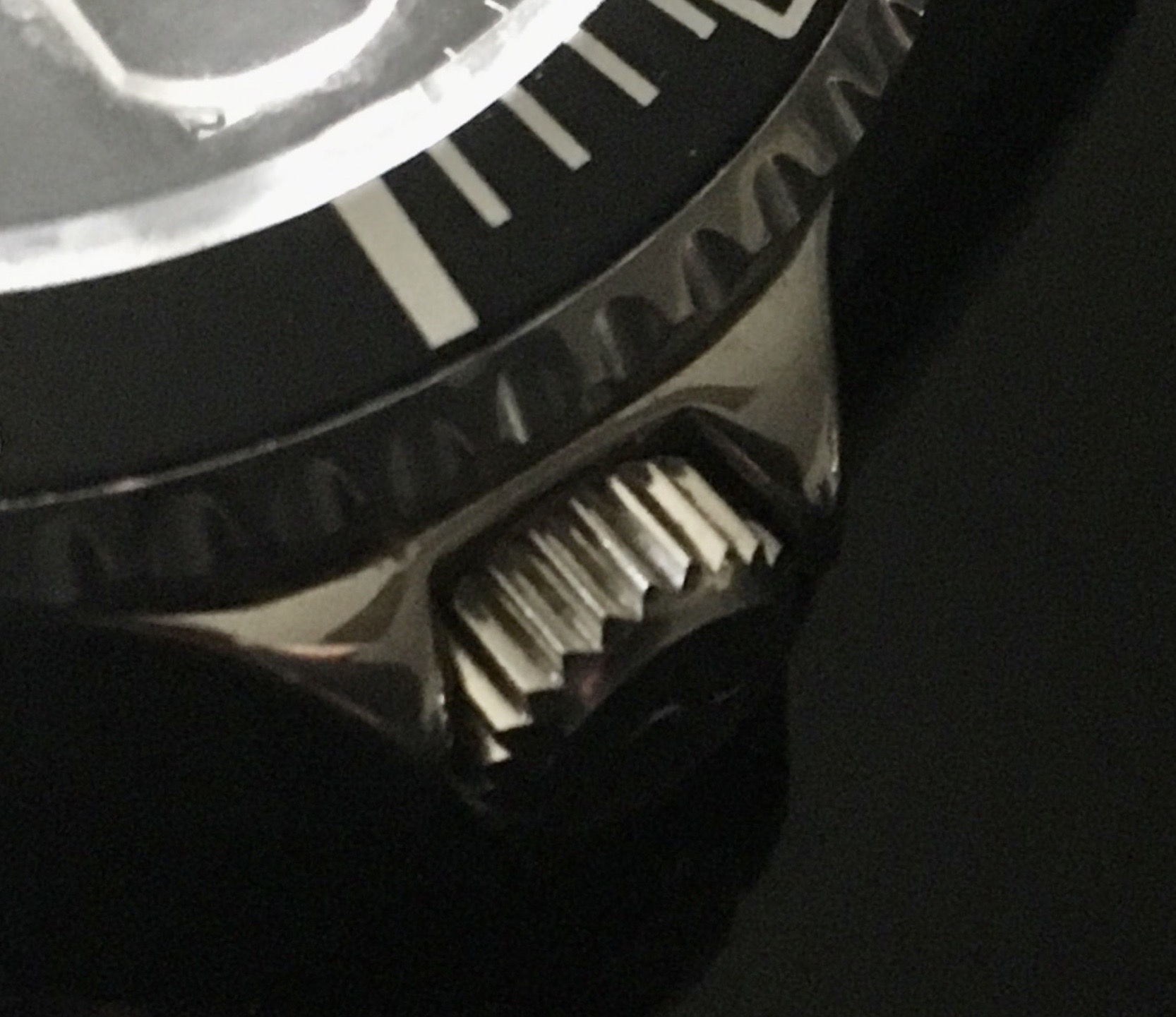
Eine typische Ausführung der Krone. Die beiden seitlichen und abgerundeten Metallvorsprünge verhindern eine Beschädigung durch Hängenbleiben oder Stoß.

Besonders hochwertige Taucheruhren haben eine zweite Krone, die als Heliumventil fungiert. Einige Hersteller haben neben qualitativen und Detailentwicklungen auch die technischen Grenzen der Taucheruhr erheblich erweitert. So entwickelte Casio im Rahmen seiner Modellreihe G-Shock, die sich generell durch robustes Design auszeichnet, ab den 1990er Jahren volldigitale Modelle für Taucher unter der Bezeichnung Frogman (engl. Taucher). Diese bieten heute neben einem Tiefenmesser und Aufstiegsalarm tauchrelevante Zusatzfunktionen über die eines Tauchcomputers hinaus, etwa einen eingebauten Kompass und eine Mondphasen-/Gezeiten-Anzeige, die bei Strömungstauchgängen nützlich sein kann.
Der Hersteller Garmin, der ursprünglich aus dem Bereich GPS-Navigation kommt, hat die Taucheruhr eher in Richtung einer Kombination aus Tauchcomputer, Navigationsgerät und Smartwatch weiterentwickelt. So vereint das Modell Garmin Descent MK1 die Funktionalitäten GPS-Satellitennavigation, Fitnesstracker und einen kompletten Tauchcomputer in einem einzigen Gerät.
1996 brachte Sinn Spezialuhren die neuentwickelte Hydro-Technologie auf den Markt. Durch eine komplette Füllung der Uhr mit einem Silikon-basierten Spezialöl wird dabei eine verspiegelungsfreie Ablesbarkeit unter Wasser aus jedem Sichtwinkel, absolute Beschlagsicherheit und beliebige Druckfestigkeit für jede erreichbare Tauchtiefe erzielt. Der Brechungsindex der Füllflüssigkeit ist an den Brechungsindex des Saphirkristall-Uhrenglases angeglichen. Als Folge davon wird das Licht, das von Zifferblatt und Zeigern ausgeht, beim Eintritt in das Uhrenglas nicht mehr gebrochen.

## Einfluss auf die Populärkultur

### Spielfilme
Taucheruhren sind wegen der Popularität des Tauchsports und der Verbindung von Sport und Technologie beliebte Objekte in Spielfilmen. Besonders deutlich wird dies in den James-Bond-Filmen, die auf Romanen von Ian Fleming beruhen. Bereits in den ersten Bond-Filmen 007 jagt Dr. No, Liebesgrüße aus Moskau und Goldfinger vertraute Agent 007 (gespielt von Sean Connery) auf Armbanduhren vom Typ Rolex Submariner, eine andere Uhr von Rolex als in den Romanvorlagen beschrieben. Weitere Auftritte am Bond-Handgelenk hatte die Submariner in Im Geheimdienst ihrer Majestät und in den Filmen mit Roger Moore: Leben und sterben lassen, Der Mann mit dem goldenen Colt und Lizenz zum Töten. In anderen Filmen trug Bond einmal eine Taucheruhr von TAG Heuer und mehrmals Seiko-Modelle. Ein Charakteristikum der früheren Filme war, dass der Geheimdienst-Techniker „Q“ in die Uhren technische Gimmicks eingebaut hatte, beginnend mit Feuerball von 1965 – der wie mehrere Bond-Filme lange, aufwendige Tauchszenen aufwies, und in dem Bonds Breitling mit eingebautem Geiger-Müller-Zähler versehen war. Seit 1995 trägt Bond, von Timothy Dalton, Pierce Brosnan und schließlich Daniel Craig gespielt, in allen Filmen Uhren von Omega, die Taucheruhr Seamaster in verschiedenen Varianten. Der Hersteller brachte dazu mehrfach entsprechende, mit Design- und alphanumerischen Elementen als James-Bond-Uhr gekennzeichnete Sondermodelle auf den Markt.

### Taucheruhren als Accessoire

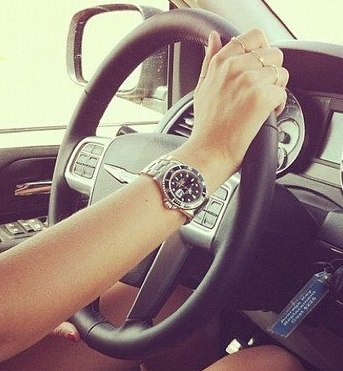
Frau mit Taucheruhr als Mode-Accessoire

Etwa seit den 1990er Jahren wurden Taucheruhren auch zum Lifestyle-Produkt und Mode-Accessoire. Das Magazin watchtime schrieb dazu: „Heute werden Taucheruhren längst nicht mehr nur zum Tauchen getragen. Ihr sportlicher Look begeistert auch Menschen, die sich an Land wohler fühlen als unter Wasser. Eine Taucheruhr ist heute mitunter modisches Statement, beliebtes Sammlerobjekt unter Uhrenfans oder einfach nur ein cooles Accessoire.“